# Ungarische Eishockeyliga 1978/79
Die Saison 1978/79 war die 42. Spielzeit der ungarischen Eishockeyliga, der höchsten ungarischen Eishockeyspielklasse. Meister wurde zum insgesamt 16. Mal in der Vereinsgeschichte Ferencvárosi TC.

## Modus
In der Hauptrunde absolvierte jede der vier Mannschaften insgesamt 18 Spiele. Der Erstplatzierte der Hauptrunde wurde Meister. Für einen Sieg erhielt jede Mannschaft zwei Punkte, bei einem Unentschieden gab es einen Punkt und bei einer Niederlage null Punkte.

## Hauptrunde

### Tabelle
|    | Klub                      | Sp | S  | U | N  | Tore   | Punkte |
| -- | ------------------------- | -- | -- | - | -- | ------ | ------ |
| 1. | Ferencvárosi TC           | 18 | 12 | 3 | 3  | 97:45  | 27     |
| 2. | Újpesti Dózsa SC          | 18 | 11 | 4 | 3  | 94:65  | 26     |
| 3. | Alba Volán Székesfehérvár | 18 | 5  | 3 | 10 | 68:96  | 13     |
| 4. | Budapesti Vasutas SC      | 18 | 3  | 0 | 15 | 49:102 | 6      |

Sp = Spiele, S = Siege, U = unentschieden, N = Niederlagen, OTS = Overtime-Siege, OTN = Overtime-Niederlage, SOS = Penalty-Siege, SON = Penalty-Niederlage